# Colletes seitzi
Colletes seitzi là một loài Hymenoptera trong họ Colletidae. Loài này được Alfken mô tả khoa học năm 1900.